# Иган, Кеннет
Ке́ннет И́ган (ирл. Kenneth Egan; 7 января 1982, Клондолкин) — ирландский боксёр полутяжёлой весовой категории, выступал за сборную Ирландии в период 2003—2012. Серебряный призёр летних Олимпийских игр в Пекине, обладатель двух бронзовых медалей чемпионата Европы, трёхкратный чемпион Европейского Союза, победитель многих международных турниров и национальных первенств.

## Биография
Кеннет Иган родился 7 января 1982 года в Клондолкине, южном пригороде Дублина. Активно заниматься боксом начал в возрасте десяти лет, находясь под впечатлением от выступления Майкла Кэррата на Олимпийских играх в Барселоне, проходил подготовку в местном боксёрском клубе «Нилстаун». Первого серьёзного успеха на ринге добился в 2003 году, когда завоевал серебряную медаль на чемпионате Европейского Союза в Страсбурге и побывал на чемпионате мира в Бангкоке, где сумел дойти до стадии четвертьфиналов, проиграв россиянину Евгению Макаренко. Два года спустя стал чемпионом Ирландии в полутяжёлом весе, победив действующего чемпиона Даррена О’Нилла, и выиграл золото на чемпионате ЕС в Кальяри, при этом на чемпионате мира в Мяньяне попасть в число призёров не сумел.
В 2006 году Иган получил бронзовую награду на чемпионате Евросоюза в Пече и ещё одну бронзу взял на европейском первенстве в Пловдиве (в полуфинале уступил представителю России Артуру Бетербиеву). В следующем сезоне снова занял первое место на чемпионате ЕС, кроме того, боксировал на чемпионате мира в Чикаго, но без медалей. Благодаря череде удачных выступлений удостоился права защищать честь страны на летних Олимпийских играх 2008 года в Пекине — победил четверых своих соперников, пробился в финал, однако в решающем матче со счётом 7:11 уступил китайцу Чжану Сяопину. За добытую олимпийскую серебряную медаль был лично поздравлен президентом Ирландии Мэри Макэлис и премьер-министром Брайаном Коуэном.
После Олимпиады карьера Кеннета Игана складывалась, тем не менее, не очень удачно — он начал злоупотреблять алкоголем, потерял прежнюю форму и пропустил ряд важных соревнований (например, пропустил матчевую встречу со сборной США, когда без ведома руководства уехал отдыхать в другой город). В 2009 году выиграл бронзовую медаль на чемпионате Европейского Союза, через год взял бронзу на чемпионате Европы в Москве. На чемпионате мира 2011 года в Баку потерпел поражение в первом же своём матче на турнире, лишившись тем самым всяких шансов на попадание на Олимпийские игры в Лондон. В период 2010—2012 пробовал выступать в полупрофессиональной лиге WSB, дебютировал в ней с тремя победами, но затем настала длительная серия поражений. В 2013 году Иган уступил лидерство в сборной Ирландии Джо Уорду и объявил о завершении карьеры спортсмена.